# Madagascar en los Juegos Mundiales de Breslavia 2017
Madagascar fue uno de los 102 países que participaron en los Juegos Mundiales de 2017 celebrados en Breslavia, Polonia.
Madagascar envió una delegación de cuatro atletas, que participaron en un único deporte, las bochas.
Madagascar no ganó ninguna medalla durante el evento.

## Bochas
| Femenil                                                            |                      |                                                        |               |                                         |               |                               |               |                                            |           |                                   |              |          |
| Vonifanja Rakotoalijohn                                            | Petanca de precisión | 70                                                     | 4             | #Caroline Bourriaud                     | 15:24         | 15:24                         | # Guijin Chao | 14:36                                      | 4         |                                   |              |          |
| Atleta                                                             | Disciplina           | Clasificación                                          | Clasificación | Semifinal                               | Semifinal     | Semifinal                     | Final/Bronce  | Final/Bronce                               | Posición  |                                   |              |          |
| Atleta                                                             | Disciplina           | Rival                                                  | Resultado     | Rival                                   | Resultado     | Rival                         | Resultado     | Rival                                      | Posición  | Resultado                         |              |          |
| Vonifanja Rakotoalijohn Ifidimalala Razanapanala                   | Petanca doble        | # María José Pérez Adelino y Veronica Martínez Latorre | 13:6          | # Indra Lisa Waldbusser y Lea Mitschker | 13:5          | # Nancy Barzin y Camille Max  | 10:13         | # Anne Maillard y Caroline Bourriaud       | 3:13      | 4                                 |              |          |
| Atleta                                                             | Disciplina           | Clasificación                                          | Clasificación | Semifinal                               | Semifinal     | Semifinal                     | Final/Bronce  | Final/Bronce                               | Posición  |                                   |              |          |
| Atleta                                                             | Disciplina           | Puntos                                                 | Posición      | Rival                                   | Resultado     | Resultado                     | Rival         | Resultado                                  | Posición  |                                   |              |          |
| Masculino                                                          |                      |                                                        |               |                                         |               |                               |               |                                            |           |                                   |              |          |
| Andriamahandry Tafita Angello Mickael                              | Petanca de precisión | 90                                                     | 4             | eliminado                               | eliminado     | eliminado                     | eliminado     | eliminado                                  | eliminado |                                   |              |          |
| Atleta                                                             | Disciplina           | Clasificación                                          | Clasificación | Clasificación                           | Clasificación | Clasificación                 | Clasificación | Semifinal                                  | Semifinal | Final/Bronce                      | Final/Bronce | Posición |
| Atleta                                                             | Disciplina           | Rival                                                  | Resultado     | Rival                                   | Resultado     | Rival                         | Resultado     | Rival                                      | Resultado | Rival                             | Resultado    | Posición |
| Andriamahandry Tafita Angello Mickael y Limasoon Solo Rasamimanana | Petanca doble        | # Diego Rizzi y Fabio Dutto                            | 9:10          | # Andre Marcel Lozano y Claudy Weibel   | 13:6          | # Jędrzej Sliz y Andrzej Sliz | 13:4          | # Thanakorn Sangkaew y Sarawut Sriboonpeng | 12:13     | # Manuel Romero y Enrique Catalán | 5:13         | 4        |

- Datos: Q23137689